# Скополия
Скопо́лия (лат. Scopólia) — род растений семейства Паслёновые, включающий пять видов.
Род назван в честь тирольского натуралиста Джованни Скополи.

## Виды
- Scopolia carniolica — Скополия карниолийская[1]
- Scopolia japonica — Скополия японская
- Scopolia lutescens
- Scopolia parviflora
- Scopolia tangutica — Скополия тангутская

## Применение скополии в медицине
Все виды скополии содержат алкалоиды группы тропина (атропин, скополамин, гиосциамин и ряд других).
В медицине используют при желудочно-кишечных спазмах, спастическом колите, язвенной болезни желудка и двенадцатиперстной кишки, печёночных и почечных коликах, холецистите, при воспалении жёлчного пузыря, жёлчнокаменной болезни, спазмах кишечника и мочевых путей, бронхиальной астме, повышенной секреции слюнных и слизистых желёз, в глазной практике (для расширения зрачка) используют препараты из скополии.
В народной медицине отвар корневищ скополии с корнями применяли внутрь при бешенстве и закапывали в глаза для лечения болезней глаз.
Гималайский вид[уточнить] был введен в культуру в Московской области.